# Triphosa luteimedia
Triphosa luteimedia là một loài bướm đêm trong họ Geometridae.